# Dylan Slevin
Dylan Slevin (Borrisokane, 19 november 2002) is een Ierse darter.

## Carrière

### 2019
Bij de World Darts Federation won Slevin in 2019 tijdens de WDF Europe Youth Cup het onderdeel voor jongensteams. Hij vormde een team met onder meer Keane Barry en versloeg in de finale het Nederlandse team, dat bestond uit onder anderen Danny Jansen en Jurjen van der Velde.

### 2022
In 2022 versloeg de Ier op het Irish Open spelers als Nick Kenny, Neil Duff, Richard Veenstra en Chris Landman, waarmee hij zichzelf plaatste voor de finale van het WDF-herentoernooi. Daarin bleek Jelle Klaassen met een einduitslag van 6-3 te sterk.
Datzelfde jaar nam Slevin deel aan de Development Tour bij de Professional Darts Corporation, waarbij hij tweemaal een halve finale haalde. Daarmee wist hij zich te kwalificeren voor het PDC World Youth Championship. In de groepsfase wist hij ongeslagen te blijven en uiteindelijk zou hij tot aan de kwartfinale reiken, waarin Josh Rock met 6-4 aan hem voorbij ging.

### 2023
In januari 2023 wist Slevin op Q-School een tourkaart te machtigen en daarmee toegang tot het professionele circuit. Een maand later wist hij tijdens het eerste Players Championship van het jaar meteen de halve finale te halen.
Zijn debuut op een hoofdtoernooi van de PDC maakte Slevin tijdens het UK Open in maart 2023. Hij versloeg Maik Kuivenhoven, Shaun Wilkinson en Robbie Knops, alvorens bij de laatste 64 te worden uitgeschakeld door Joe Cullen. Kort daarop zou hij zich kwalificeren voor zijn eerste Euro Tour-toernooien.
Op 31 maart 2023 wist Slevin Development Tour 2 op zijn naam te schrijven. Daarvoor versloeg hij onder meer Danny Jansen, Rusty-Jake Rodriguez en Luke Littler.

### 2024
Op het PDC World Youth Championship won Slevin in de groepsfase alle drie zijn partijen. Daarna versloeg hij Levy Frauenfelder, Dominik Grüllich en Wessel Nijman voor een plek in de halve finale, waarin Gian van Veen te sterk was.

## Resultaten op wereldkampioenschappen

### PDC World Youth Championship
- 2022: Kwartfinale (Verloren van Josh Rock met 4-6)[7]
- 2023: Laatste 16 (verloren van Gian van Veen met 3-6)
- 2024: Halve finale (verloren van Gian van Veen met 2-6)

### PDC
- 2024: Laatste 96 (verloren van Florian Hempel met 1-3)
- 2025: Laatste 64 (verloren van Dimitri Van den Bergh met 0-3)